# Sarah Stiles
Sarah Grace Stiles (geboren am 20. Juni 1979 in Wayland, Massachusetts) ist eine US-amerikanische Puppenspielerin, Synchronsprecherin sowie Theater- und Fernsehschauspielerin. Seit 2005 tritt sie als Puppenspielerin und Theaterschauspielerin am Broadway sowie am Off-Broadway auf.
Bekannt wurde Stiles durch ihren Auftritt als Puppenspielerin von Kate Monster und Lucy the Slut im Musical Avenue Q. Für ihren Auftritt als Sandy Lester in Tootsie erhielt sie den Clarence Derwent Award als erfolgsversprechenste On-Broadway-Schauspielerin.

## Leben
Sarah Grace Stiles wurde am 20. Juni 1979 in Wayland, Massachusetts, als Tochter eines Cranio-Sacral-Therapeuten und einer Heilpraktikerin geboren. Kurz nach ihrer Geburt zog ihre Familie nach Strafford, New Hampshire, im gleichnamigen County. Dort durchlief Stiles ihre Schullaufbahn. Als sie in der fünften Klasse die Musicals Jekyll & Hyde und Les Misérables sah, entschied sie sich zu einer Karriere im Theater.

## Schauspielerische Laufbahn
Zu Beginn ihrer Theaterschauspielkarriere trat Stiles in verschiedenen Theatern in Kalifornien auf. Dabei trat sie insbesondere als Puppenspielerin in Puppentheatern auf. So spielte sie eine Puppe in Tommy Tunes Inszenierung von Dr. Dolittle. Ihr erster Auftritt auf dem Off-Broadway war 2005 in einer Inszenierung zu Captain Louie. Im Jahr 2007 debütierte sie auf dem Broadway, als sie im Musical Avenue Q die Puppen Kate Monster und Lucy the Slut spielte.
Von 2014 bis 2016 spielte sie in Hand to God die Puppenspielerin Jessica zusammen mit ihrer Puppe. Für diese Rolle wurde sie 2015 bei den Tony Awards für den Tony Award als beste Nebendarstellerin nominiert. Ihre erste größere Rolle im Fernsehen war in der Fernsehserie Get Shorty, in der sie von 2017 bis 2018 die Nebenrolle Gladys spielte. Von 2019 bis 2020 spielte sie im Musical Tootsie die Rolle Sandy Lester. Hierdurch wurde sie 2019 bei den Clarence Derwent Awards zur erfolgsversprechendsten On-Broadway-Schauspielerin ernannt. Außerdem wurde sie bei den Tony Awards und Drama Desk Awards als beste Nebendarstellerin in einem Musical nominiert. Im Jahr 2019 sprach sie im Zeichentrick-Fernsehfilm Steven Universe: Der Film die Antagonistin Spinel, wofür sie 2020 für den Annie Award für hervorragende Synchronisation eines Charakters nominiert wurde.

## Auszeichnungen
- 2015: Nominierung für den Tony Award als beste Nebendarstellerin als Jessica in Hand to God
- 2019: Auszeichnung mit dem Clarence Derwent Award als erfolgsversprechenste Schauspielerin On-Broadway als Sandy Lester in Tootsie
- 2019: Nominierung für den Tony Award als beste Nebendarstellerin in einem Musical als Sandy Lester in Tootsie
- 2019: Nominierung für den Drama Desk Award als beste Nebendarstellerin in einem Musical als Sandy Lester in Tootsie
- 2020: Nominierung für den Annie Award für hervorragende Synchronisation eines Charakters als Spinel in Steven Universe: Der Film

## Auftritte am Broadway und Off-Broadway
- 2005: Captain Louie (York Theatre)
- 2005–2008: The 25th Annual Putnam County Spelling Bee (Zweitbesetzung, Circle in the Square Theatre)
- 2007–2008: Avenue Q (Zweitbesetzung, John Golden Theatre)
- 2009: Vanities (Second Stage Theatre)
- 2011–2012: On a Clear Day You Can See Forever (St. James Theatre)
- 2011: The Road to Qatar (York Theatre)
- 2012: Into the Woods (Delacorte Theatre)
- 2014: Hand to God (Lucille Lortel Theatre)
- 2015–2016: Hand to God  (Booth Theatre)
- 2019–2020: Tootsie (Marquis Theatre)

## Filmografie (Auswahl)
- 2017–2019: Get Shorty (22 Folgen)
- 2017: Molly Mayor (Kurzfilm)
- 2017–2018: Sunny Day (3 Folgen)
- 2018–2022: Billions (25 Folgen)
- 2018: My Astronaut (3 Folgen)
- 2018: So You Like the Neighborhood (Kurzfilm)
- 2018: Unsane – Ausgeliefert (Unsane, Film)
- 2019: Steven Universe: Der Film (Steven Universe: The Movie, Fernsehfilm)
- 2019: The Grote-est Showman (Kurzfilm)
- 2020: Bleeding Love (3 Folgen)
- 2020: Steven Universe Future (2 Folgen)
- 2021: The Crew (10 Folgen)
- 2017–2023: The Marvelous Mrs. Maisel (1 Folge)
- 2023: Transformers: Aufstieg der Bestien (Transformers: Rise of the Beasts)